# 쇄겸

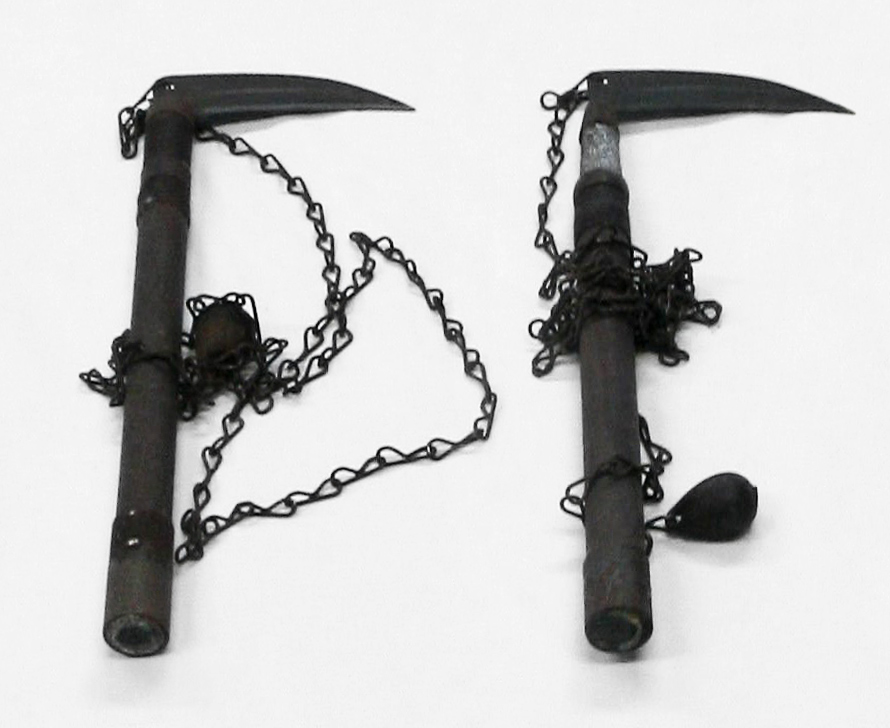

쇄겸(일본어: 鎖鎌 くさりがま[*]) 또는 사슬낫은 낫에 쇄분동을 연결한 무기로, 농기구를 무기로 발전시킨 것이다. 주로 도검의 패용이 허용되지 않는 농민, 상인, 장인들의 호신용 무기로 사용되며, 일본 무술 각 유파에서 은닉무기로 사용했다. 쇄겸술은 무예십팔반중 하나로 포함되어 있다.

## 같이 보기
- 만력쇄